# Nervi olfactori
El nervi olfactori, primer parell cranial o nervi cranial I, situat a la part alta de la cabitat nasal, és fonamental en el sentit de l'olfacte. Derivat de la placoda nasal embrionària, el nervi olfactori és capaç de regenerar-se.

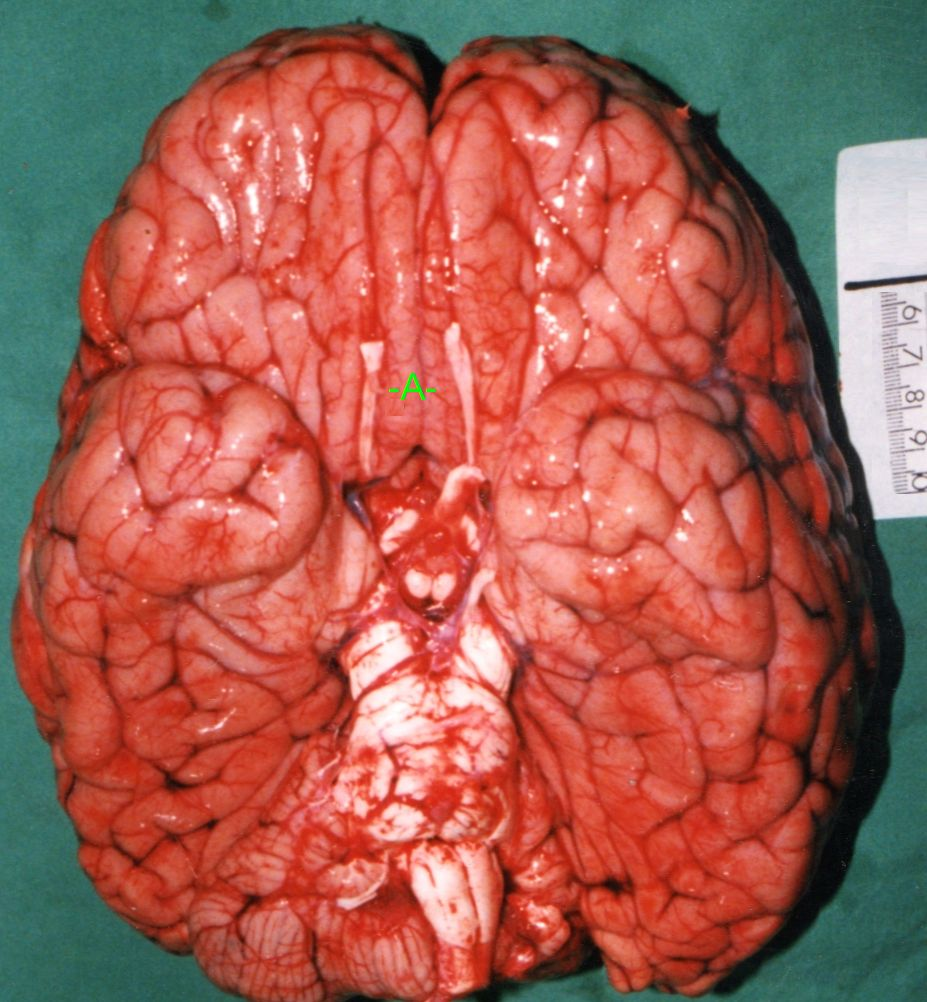
Nervis olfactoris (A)